# Evagoras Paphou
L'Evagoras Paphou (in greco Ευαγόρας Πάφου) era una società calcistica cipriota con sede a Pafo.

## Storia
È stata fondata nel 1961; prende il nome dall'eroe della liberazione cipriota Evagoras Pallikarides, che compariva sullo stemma ufficiale del club. Ha vinto sei campionati di seconda divisione, l'ultimo nel 1995. Ha militato nella A' Katīgoria e nella B cipriota.
Nel 2000 si è fuso con l'APOP Paphos per dar vita all'AEP Paphos.

## Palmarès

### Competizioni nazionali
- B' Katīgoria: 6

1967-1968, 1971-1972, 1980-1981, 1988-1989, 1990-1991, 1994-1995

### Altri piazzamenti
- B' Katīgoria:

Secondo posto: 1964-1965, 1966-1967, 1996-1997
Terzo posto: 1987-1988

## Statistiche e record

### Partecipazione ai campionati
| Livello | Categoria    | Partecipazioni | Debutto   | Ultima stagione |
| ------- | ------------ | -------------- | --------- | --------------- |
| 1º      | A' Katīgoria | 18             | 1968-1969 | 1998-1999       |
| 2º      | B' Katīgoria | 17+            | 1962-1963 | 1999-2000       |

### Statistiche di squadra
- Migliore piazzamento in campionato: 9º su 16 squadre in A' Katīgoria (1976-1977)
- Migliore prestazione in Coppa di Cipro: quarti di finale in 9 occasioni (1974-1975, 1979-1980, 1983-1984, 1985-1986, 1987-1988, 1988-1989, 1990-1991, 1991-1992, 1998-1999)